# Sida (gènere)
Sida és un gènere botànic de la família de les malvàcies.

## Particularitats
El gènere Sida inclou sobretot plantes dels continents africà, americà i pantropicals. El nom prové dels textos de Teofrast, que el va utilitzar en referència al nenúfar blanc (Nymphaea alba), i va ser adoptat per Carolus Linnaeus al segle xviii.

## Taxonomia
N'hi ha unes 100, cal destacar:
- Sida acuta Burm.f.
- Sida angustifolia L.
- Sida calyxhymenia J.Gay ex DC.
- Sida ciliaris L.
- Sida cordata (Burm.f.) Borss.Waalk.
- Sida cordifolia L.
- Sida elliottii Torr. & A.Gray
- Sida fallax Walp.
- Sida glabra Mill.
- Sida glomerata Cav.
- Sida hermaphrodita (L.) Rusby
- Sida intricata F.Muell.
- Sida linifolia Juss. ex Cav.
- Sida lomageiton Ulbr.
- Sida rhombifolia L.
- Sida setosa Mart. ex Colla
- Sida spinosa L.
- Sida urens L.